# Firuz Aşkın
Firuz Aşkın (* 3. August 1924 in Istanbul als Ali Füruzan Aşkın; † 3. Oktober 2011) war ein türkischer Maler, Zeichner und Karikaturist.
Die Grund- und Mittelschule besuchte er in Ankara. Danach absolvierte er das Jungengymnasium İstanbul Kabataş Erkek Lisesi, das er im Jahr 1943 abschloss. Bereits während seiner Gymnasialzeit arbeitete er als Zeichner für die Zeitschrift Akbaba.
Nach einem halben Jahr an der Kunstakademie Istanbul – das Zeichnen hatte er eigentlich vom Vater gelernt – war er bereits ein gefragter Illustrator. Er illustrierte Zeitungen wie die Milliyet und Tanin und entwarf Filmplakate. Bekannt wurde er mit seinen täglich erscheinenden Karikaturen. Er arbeitete beispielsweise ab 1946 für die Karikaturzeitschrift Tasvir.
Ab 1959 lebte und arbeitete er in München. Hier fertigte er u. a. zahlreiche Coverbilder für Heftromane an, illustrierte aber z. B. auch Karl Mays Werke neu.
1997 fand eine Einzelausstellung in Istanbul statt, die Firuz Aşkın als Maler thematisierte.
Von 2005 bis zu seinem Tod 2011 gestaltete er sämtliche Cover für die Veröffentlichungen des deutschen Hörspiel-Labels Titania Medien. Insgesamt schuf er 119 Titelbilder für Reihen wie Gruselkabinett und Sherlock Holmes – Die geheimen Fälle des Meisterdetektivs.
Firuz Aşkın war verheiratet und Vater zweier Söhne.